# فابيان غودال
فابيان غودال (بالإنجليزية: Fabian Goodall)‏ هو لاعب دوري الرغبي فيجي، ولد في 13 ديسمبر 1994 في سيدني في أستراليا.